# Oléosine
Les oléosines sont des protéines présentes dans les oléosomes. Elles participent au stockage des lipides des graines d’oléagineux.
Les oléosomes sont des structures intracellulaires des graines des oléagineux dans lesquelles sont stockés les lipides. Ils sont constitués d’un cœur de lipides neutres hydrophobes entouré d’une monocouche de phospholipides stabilisée par des oléosines, structure qui les rend très stables. L'huile présente dans les graines ne coalesce pas, du fait que les oléosines sont très hydrophobes. 